# موريس كوكس
موريس كوكس (بالإنجليزية: Maurice Cox)‏ (1 أكتوبر 1959 في المملكة المتحدة - ) هو لاعب كرة قدم بريطاني في مركز الهجوم. لعب مع نادي توركي يونايتد وهدرسفيلد تاون.